# William Dunbar (explorador)
William Dunbar (Duffus, cerca de Elgin, Escocia, 1750 – Natchez, Misisipi, 16 de octubre de 1810) fue un comerciante escocés estadounidense, dueño de una plantación, naturalista, astrónomo y explorador. Es recordado por haber dirigido en 1804, por encargo del entonces presidente Thomas Jefferson, una expedición de exploración a la parte meridional de los territorios recién adquiridos en la compra de Luisiana (1803), una partida que siguió el curso del río Red del Sur (río Rojo). Esa expedición fue similar a la famosa expedición de Lewis y Clark (1804-1806) al territorio al norte; a la Expedición Río Rojo (1806) y a la expedición Pike (1806-1807), aunque sus logros fueron mucho más modestos ya que fue interceptada por los españoles y obligada a regresar apenas a los tres meses de su salida.

## Biografía
Nació en Duffus House, parroquia de Duffus, cerca de Elgin, Escocia. Sus raíces familiares se remontan a por lo menos el siglo X. Su padre, sir Archibald Dunbar, 4.º barón de Northfield y Duffus, se casó con su prima Helen Dunbar, con la que tuvo al menos una niña y tres niños: Archibald, Robert y Alexander. Helen murió en 1748 y en 1750 Archibald se volvió a casar con Anne Bayne. Tuvieron tres hijos más: William, Thomas y Peggy. El padre de William lo veía como un afeminado y estaba preocupado por su salud, ya que era tranquilo y serio, a diferencia de sus medio hermanos, que cazaban, pescaban y bebían. Archibald nunca reconoció la brillantez de William.
William entró en el King’s College en Aberdeen en el otoño de 1763, y se graduó con un grado Master of Arts el 30 de marzo de 1767. Después de su regreso a Elgin, William continuó su estudio e investigación en ciencias naturales. Las muertes en 1762 de sus dos medios hermanos mayores, Archibald y Robert, hizo que pasara del cuarto al segundo en la línea para heredar las propiedades de la familia, pero cuando el padre Archibald murió en 1769, solo le dejó alrededor de 500 libras. Su medio hermano, Alexander, heredó los derechos completos de todas las fincas y se convirtió en Sir Alexander Dunbar, 5.º barón de Northfield y Duffus. William probablemente podría haber esperado la ayuda de su padre para hacer carrera en Gran Bretaña, pero no de un medio hermano con el que nunca había tenido una relación estrecha.
En la primavera de 1771, William Dunbar zarpó de Londres hacia Filadelfia a probar suerte en América. Al principio se hizo comerciante en Filadelfia, transportando mercancías que había llevado consigo de Londres, en un esfuerzo por entrar en el comercio indio. En 1773 formó una asociación con John Ross, otro comerciante escocés de Filadelfia, en la provincia británica de Florida Occidental. A continuación, fue a Pensacola y obtuvo del gobernador británico una concesión de tierra cerca de Baton Rouge, que era en ese momento llamada Fort New Richmond. En 1784 estableció, junto con Ross, una plantación cerca de Natchez, Misisipi llamada The Forest [El Bosque], donde cultivó índigo y algodón. Después de la muerte de Ross en 1800, compró su participación a sus herederos. En 1785 se casó con Dina Clark, de Whitehaven, Inglaterra, con la que tuvo nueve hijos. En 1803 Dunbar ya poseía unos 4000 acres (16 km²). También fue dueño de The Grange [La Granja] y de otros lotes dentro de Natchez que se le habían concedido por los servicios prestados al Gobierno español como topógrafo. En 1807 escribió a dos comerciantes de Charleston, Thomas Tunno y John Price, para comprar un cargamento de esclavos africanos salvo los de «la nación Iboa» y aquellos «más cercanos a la costa, como Bornon, Houssa, Zanfara, Zegzeg, Kapina, Tombotoo, todos o cerca del río Níger». William Dunbar murió en su finca de The Forest  el 16 de octubre de 1810.

## Logros científicos
William Dunbar fue conocido por sus talentos ingenieriles y científicos, que empleó en los trabajos de la plantación. Inventó una prensa de tornillo e introdujo el empacado cuadrado del algodón, y fue el primero en sugerir la producción de aceite de las semillas del algodón. Fue topógrafo general (Surveyor General) de la Florida Occidental en 1798 e hizo las primeras observaciones meteorológicas en el valle del Misisipi en 1799. Dunbar construyó un observatorio astronómico en Union Hill, cerca de su hogar en Natchez, que abrió al público. Su plantación, The Forest,  se convirtió en un lugar de encuentro de estudiosos; hombres como el naturalista William Bartram y el ornitólogo Alexander Wilson fueron frecuentes huéspedes.
En 1799 Daniel Clark, cónsul de Estados Unidos en Nueva Orleans, mediante una carta presentó a Dunbar a Thomas Jefferson (entonces vicepresidente), diciendo «para la Ciencia, la Probidad y la información general [el] es el primer personaje en esta parte del mundo». A través de Jefferson, Dunbar se introdujo en el resto de la comunidad científica estadounidense. Dunbar nunca conoció personalmente a Jefferson, pero los dos mantuvieron correspondencia durante muchos años, y Jefferson le pidió que dirigiera la expedición del río Rojo en 1804 y de que organizara otra en 1806. Fue elegido miembro de la American Philosophical Society en 1800 y contribuyó con doce artículos en Society Transactions sobre temas de historia natural, astronomía y el lenguaje de señas americano. En 1803 Dunbar, con otros, estableció la Mississippi Society for the Acquirement and Dissemination of Useful Knowledge [Sociedad de Misisipi para la adquisición y difusión del conocimiento útil]. Después de regresar de las expediciones, y hasta su muerte en 1810, se dedicó a la investigación científica, recopilando una importante colección de datos sobre el vocabulario de los nativos, así como del uso de los análisis químicos en geología, de los niveles de los ríos estacionales, sobre fósiles, fenómenos astronómicos y de la utilización de un método para establecer la longitud por medios astronómicos.

## Expediciones al río Red
El 13 de marzo de 1804 Thomas Jefferson (que por entonces ya era presidente) escribió a Dunbar encomendándole la tarea de montar la primera expedición científica de los territorios situados en la parte baja de la compra de Luisiana. Jefferson sancionó cuatro de tales expediciones por completo: la famosa expedición de 1804 del Cuerpo del Descubrimiento de Lewis y Clark al territorio al norte de la compra de Luisiana; la expedición del río Rojo de Willam Dunbar de 1804; la Expedición Río Rojo (1806) de Thomas Freeman y Peter Custis; y la expedición Pike en 1806-1807.
Jefferson designó como segundo al mando de Dunbar a George Hunter, un destacado químico de Filadelfia y también escocés. La propuesta partida meridional más tarde se llamó Grand Expedition. El viaje fue alterado drásticamente debido a la fricción con los indios osage y con oficiales coloniales españoles, resultando un viaje más corto.
El 16 de octubre de 1804, Dunbar y Hunter partieron con un grupo de quince en una expedición que duró poco menos de tres meses. Se exploraron los ríos Red, Black y Ouachita, y recogieron una gran cantidad de información científica, estudios geológicos, registros de flora y fauna, así como el primer análisis químico detallado de Hot Springs de Arkansas.
Otra expedición, llamada preliminarmente la Great Excursion [Gran Excursión] fue planeada por Jefferson con el fin de continuar la exploración del río Red. A pesar de que la mala salud de Dunbar le impidió participar en tal expedición, sin embargo, Jefferson le encomendó la tarea de organizarla, junto con el Secretario de Guerra Henry Dearborn. Dunbar utilizó su experiencia de la primera expedición para planificarla; entre sus ideas estuvo usar un barco adecuado para la exploración del interior de la región trans-Misisipi. Esta expedición fue dirigida por el astrónomo/topógrafo Thomas Freeman y el estudiante de medicina Peter Custis, y viajó 990 km río arriba antes de ser detenida por una fuerza militar española.